# Thomas Rundqvist
Thomas Per Rundqvist, född 4 maj 1960 i Vimmerby stadsförsamling, är en svensk före detta ishockeycenter och numera Utvecklingschef i Färjestad BK.
Rundqvist är trea på listan över de som spelat flest ishockeylandskamper för Sverige med 267 matcher, bara Jonas Bergqvist och Jörgen Jönsson har spelat fler. Rundqvist främsta ögonblick i landslagsdressen inträffade i samband med VM 1991 i Åbo då han i egenskap av lagkapten fick äran att höja VM-pokalen efter Sveriges avslutande 2–1-seger mot Sovjetunionen; Sverige blev världsmästare före Kanada och Sovjet.
Rundqvists moderklubb är Vimmerby IF, som han lämnade för Färjestad BK 1978. Han gjorde 14 säsonger i Karlstad-klubben mellan åren 1978 och 1993. Säsongen 1984–85 spelade han bara två matcher för NHL-laget Montreal Canadiens. Efter sejouren i Kanada återvände han till Färjestad där han var aktiv fram till 1993, då han tillsammans med Bengt-Åke Gustafsson lämnade klubben för spel i österrikiska Feldkirch. Rundqvist var under sin karriär känd som en duktig center med ett bra passningsspel. På meritlistan finns två VM-guld, två OS-brons, tre SM-guld med Färjestad (1981, 1986, 1988) samt brons i JEM och JVM. Både i Färjestad och i landslaget var Håkan Loob en vanligt förekommande vapendragare till Rundqvist. Rundqvist fick smeknamnet Kocken eftersom han så ofta serverade målgivande passningar. Samarbetet har fortsatt även efter spelarkarriärerna.
Rundqvist var marknadschef i Färjestad medan Loob var sportchef, och 2008 efterträdde Rundqvist Loob som sportchef, då den sistnämnde tog steget till att bli VD/klubbdirektör. I oktober 2012 tog Jörgen Jönsson över som sportchef och Rundqvist bytte ansvarsområde och blev ansvarig för utvecklings- och Europafrågor. 2014 fick han åter en ny roll och tog över som ungdomsansvarig. I mars 2017 tvingades Rundqvist lämna Färjestad och har sedan dess drivit egen firma.
Även sonen David Rundqvist har spelat ishockey på elitnivå.

## Statistik

### Klubbkarriär
| 1978–79           | Färjestad BK         | Elitserien        | 15  | 2   | 5   | 7   | 8   | 3  | 0  | 1  | 1  | 0  |
| 1979–80           | Färjestad BK         | Elitserien        | 36  | 9   | 6   | 15  | 28  | –  | –  | –  | –  | –  |
| 1980–81           | Färjestad BK         | Elitserien        | 36  | 15  | 19  | 34  | 22  | 7  | 1  | 2  | 3  | 0  |
| 1981–82           | Färjestad BK         | Elitserien        | 36  | 14  | 13  | 27  | 30  | 2  | 0  | 1  | 1  | 2  |
| 1982–83           | Färjestad BK         | Elitserien        | 36  | 23  | 21  | 44  | 28  | 8  | 3  | 8  | 11 | 6  |
| 1983–84           | Färjestad BK         | Elitserien        | 36  | 13  | 22  | 35  | 38  | –  | –  | –  | –  | –  |
| 1984–85           | Sherbrooke Canadiens | AHL               | 73  | 19  | 39  | 58  | 16  | 17 | 5  | 14 | 19 | 0  |
| 1984–85           | Montreal Canadiens   | NHL               | 2   | 0   | 1   | 1   | 0   | –  | –  | –  | –  | –  |
| 1985–86           | Färjestad BK         | Elitserien        | 32  | 9   | 17  | 26  | 22  | 8  | 2  | 4  | 6  | 4  |
| 1986–87           | Färjestad BK         | Elitserien        | 35  | 13  | 22  | 35  | 38  | 7  | 2  | 5  | 7  | 2  |
| 1987–88           | Färjestad BK         | Elitserien        | 40  | 15  | 22  | 37  | 40  | 9  | 3  | 7  | 10 | 6  |
| 1988–89           | Färjestad BK         | Elitserien        | 37  | 15  | 26  | 41  | 44  | 2  | 2  | 1  | 3  | 2  |
| 1989–90           | Färjestad BK         | Elitserien        | 40  | 16  | 29  | 45  | 30  | 10 | 8  | 4  | 12 | 0  |
| 1990–91           | Färjestad BK         | Elitserien        | 39  | 12  | 21  | 33  | 22  | 8  | 5  | 7  | 12 | 6  |
| 1991–92           | Färjestad BK         | Elitserien        | 39  | 10  | 28  | 38  | 54  | 6  | 3  | 2  | 5  | 8  |
| 1992–93           | Färjestad BK         | Elitserien        | 36  | 8   | 19  | 27  | 40  | 3  | 0  | 0  | 0  | 2  |
| 1993–94           | VEU Feldkirch        | ÖEL               | 53  | 20  | 37  | 57  | 0   | –  | –  | –  | –  | –  |
| 1994–95           | VEU Feldkirch        | ÖEL               | 36  | 12  | 15  | 27  | 0   | –  | –  | –  | –  | –  |
| 1995–96           | VEU Feldkirch        | ÖEL               | 34  | 13  | 29  | 42  | 33  | –  | –  | –  | –  | –  |
| 1996–97           | VEU Feldkirch        | ÖEL               | 52  | 11  | 34  | 45  | 61  | –  | –  | –  | –  | –  |
| 1997–98           | VEU Feldkirch        | ÖEL               | 48  | 8   | 25  | 33  | 14  | –  | –  | –  | –  | –  |
| Elitserien totalt | Elitserien totalt    | Elitserien totalt | 494 | 173 | 269 | 342 | 349 | 73 | 29 | 42 | 71 | 36 |
| Österrike totalt  | Österrike totalt     | Österrike totalt  | 223 | 64  | 140 | 204 | 108 | –  | –  | –  | –  | –  |
| AHL totalt        | AHL totalt           | AHL totalt        | 73  | 19  | 39  | 58  | 16  | 17 | 5  | 14 | 19 | 0  |
| NHL totalt        | NHL totalt           | NHL totalt        | 2   | 0   | 1   | 1   | 0   | –  | –  | –  | –  | –  |

### Fotnoter
1. ↑  ”Nu blir Rundqvist hockeyns "värsting"” (på svenska). Dagens Nyheter. 3 april 1993. http://www.dn.se/arkiv/sport/nu-blir-rundqvist-hockeyns-varsting/. Läst 30 september 2017.
2. ↑  ”Loob gav Rundqvist beskedet” (på svenska). Nya Wermlands-Tidningen. 28 mars 2017. https://www.nwt.se/2017/03/28/loob-gav-rundqvist-beskedet/. Läst 21 september 2021.
3. ↑  ””När Färjestad vunnit SM är det som när Sverige vunnit VM”” (på svenska). hockeysverige.se. 10 maj 2020. https://hockeysverige.se/2020/05/10/nar-farjestad-vunnit-sm-ar-det-som-nar-sverige-vunnit-vm. Läst 21 september 2021.
4. ↑  ”I dag fyller VH:s störste 60 år – grattis ”Kocken”!” (på svenska). Dagens Vimmerby. 4 maj 2020. https://www.dagensvimmerby.se/sport/ishockey/e/57079/i-dag-fyller-vhs-storste-60-ar-grattis-kocken/. Läst 21 september 2021.
5. ↑  ”Med Leksands tränarbyte kom det stora lyftet: ”Kände mig instängd”” (på svenska). hockeysverige.se. 21 maj 2019. https://hockeysverige.se/2019/05/21/david-rundqvist-om-lyftet-leksand. Läst 21 september 2021.